# エネルギー憲章に関する条約
エネルギー憲章に関する条約（エネルギーけんしょうにかんするじょうやく）とは、冷戦末期の旧ソビエト連邦と東ヨーロッパのエネルギー部門を拡大ヨーロッパおよび世界市場に組み込ませる動きに基づいてまとめられた条約。

## 概要
1991年11月17日にハーグで欧州エネルギー憲章が調印され、これには貿易、運輸、投資といった国際的なエネルギー産業にかんする原理についての宣言が盛り込まれ、併せて拘束力を持つ条約についても協議されることになっていた。
本条約自体は1994年12月にリスボンで調印され、同時にエネルギー効率及び関係する環境上の側面に関する議定書も調印された。本条約は1998年4月に発効し、そのさいに貿易関連の規定を修正することも合意された。
ヨーロッパのエネルギー供給大国であるロシアは本条約を批准しておらず、2006年12月の時点でロシアが未批准であるということには、第三者によるロシアのパイプラインへの接続を求める規定があるということに何らかの関係があると見られている。2007年9月には欧州議会外交委員会の一部委員から、欧州連合 (EU) はロシアがエネルギー憲章に関する条約を遵守しなければ同国の世界貿易機関 (WTO) 加盟を支持するべきではないという意見が挙がった。

## 参加国・機関

### エネルギー憲章会議参加国・機関
- アルバニア
- アルメニア
- オーストリア
- オーストラリア *
- アゼルバイジャン
- ベラルーシ *
- ベルギー
- ボスニア・ヘルツェゴビナ
- ブルガリア
- クロアチア
- チェコ
- キプロス
- デンマーク
- エストニア
- 欧州共同体
- フィンランド
- フランス
- ジョージア
- ドイツ
- ギリシャ
- ハンガリー
- アイスランド *
- アイルランド
- イタリア
- 日本
- カザフスタン
- キルギス
- ラトビア
- リヒテンシュタイン
- リトアニア
- ルクセンブルク
- 北マケドニア
- マルタ
- モルドバ
- モンゴル
- オランダ
- ノルウェー *
- ポーランド
- ポルトガル
- ルーマニア
- ロシア *
- スロバキア
- スロベニア
- スペイン
- スウェーデン
- スイス
- タジキスタン
- トルコ
- トルクメニスタン
- ウクライナ
- ウズベキスタン
- イギリス

* エネルギー憲章に関する条約未批准国

### オブザーバ

#### 国
- アフガニスタン **
- アルジェリア
- バーレーン
- 中国
- カナダ **
- イラン
- 韓国
- クウェート
- モンテネグロ
- モロッコ
- ナイジェリア
- オマーン
- パキスタン **
- カタール
- サウジアラビア
- セルビア **
- チュニジア
- アラブ首長国連邦
- アメリカ合衆国 **
- ベネズエラ

** 1991年の欧州エネルギー憲章の政治宣言調印を検討している国

#### 国際機関
- 東南アジア諸国連合 (ASEAN)
- 欧州復興開発銀行 (EBRD)
- 国際エネルギー機関 (IEA)
- 経済協力開発機構 (OECD)
- 欧州経済委員会 (UN-ECE)
- 世界銀行
- 世界貿易機関 (WTO)
- 独立国家共同体 (CIS) 電力会議
- 環黒海経済協力機構 (BSEC)
- バルト海地域エネルギー協力 (BASREC)

## エネルギー憲章会議
エネルギー憲章会議とは、憲章の目的実行にあたって運営や意思決定を行う機関である。議長には日本国外務省特命全権大使（査察担当）の河村武和が、副議長にはロシア産業エネルギー省次官のアナトリ・ヤノフスキーとスイス経済省対外経済庁経済政策部長のアイモ・ブルネッティが務めている。このほかに補助機関として以下のものが設置されている。
- 投資グループ
- エネルギー効率作業グループ
- 貿易・運輸グループ
- 予算委員会
- 法律諮問委員会

### 事務局
エネルギー憲章会議はブリュッセルに事務局を置いている。事務局の業務には以下のものがある。
- エネルギー憲章に関する条約および議定書の義務履行状況の監視
- エネルギー憲章会議および補助機関の会合の開催・運営
- エネルギー憲章会議および補助機関に対する分析の実施による支持および提言
- 非参加国および外部関連機関などに対するエネルギー憲章会議の対外的代表
- エネルギー憲章会議に負託された合意文書にかんする協議の支援

2006年1月1日よりアンドレ・メルニエルが事務局長を務めており、2008年7月にヴラディミール・ラフマニンが副事務局長に就任した。